# Gösta Robsahm

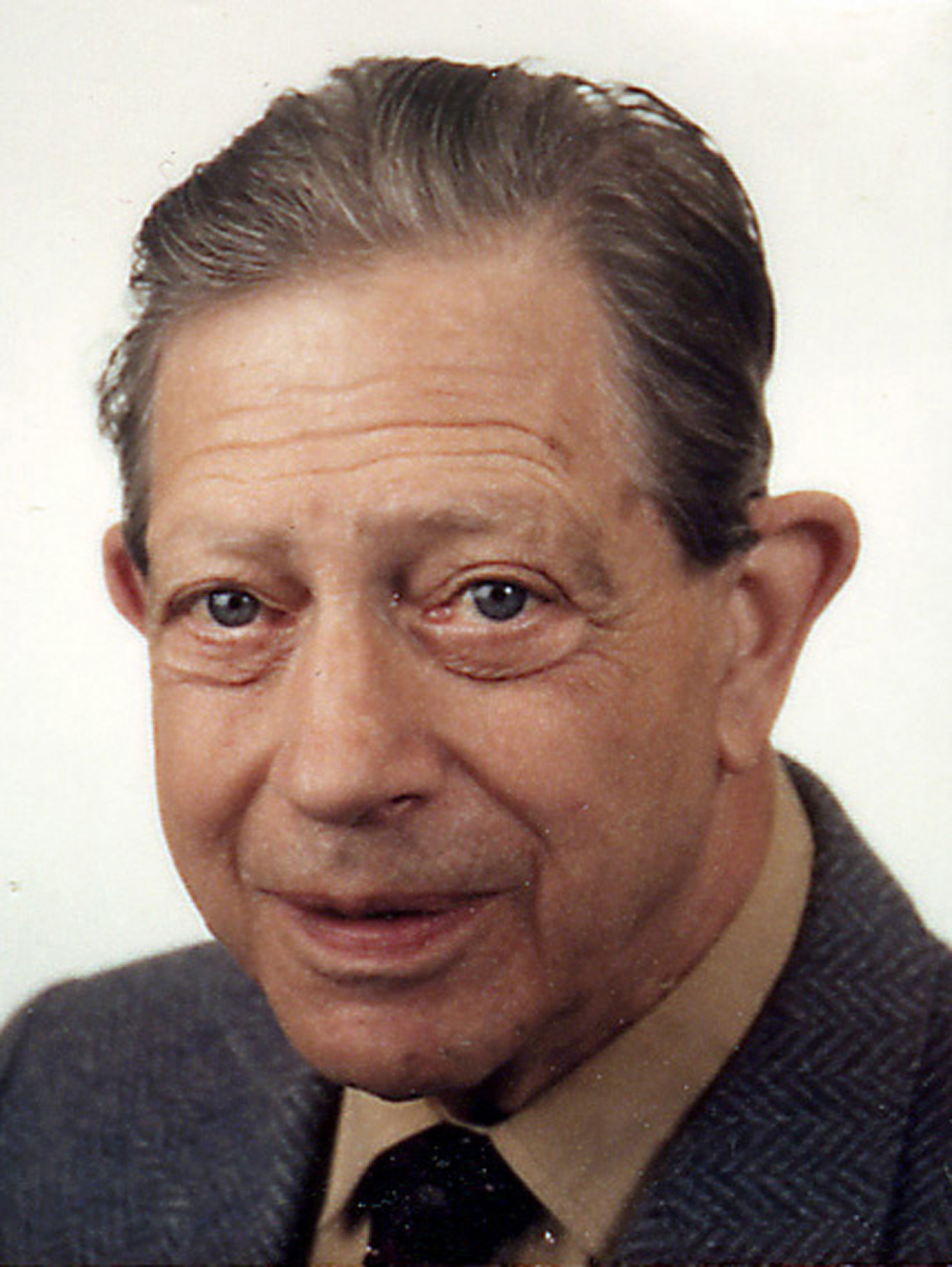
Gösta Robsahm

Gösta Robsahm född  11 september 1911 i Arboga, död 27 december 2003 i Hjo , var en svensk målare, tecknare och konservator. 
Robsahm kom till Hjo vid fem års ålder. Efter examen vid Högre allmänna läroverket i Linköping 1931, studerade han vid Tekniska skolan i Stockholm 1932-1936 och blev under studietiden antagen till Liljevalchs vårsalong (1933). 1938 deltog han i en utställning i USA och hade del i väggmålning till ”The New Sweden Historical Exhibit” i Delaware.
Sin första egna separatutställning hade han i Karlskoga 1943. 1954 gjorde han den officiella affischen och poststämpeln till Jubileumsutställningen i Hjo. Han kallades i en konstrecension en gång för ”intimist”, något som beskriver hans konstnärskap ganska väl; en känsla för de små, intima detaljerna i tillvaron. Det var främst som naturmålare, i olja och akvarell, han gjorde sig känd. Men han skapade sig också ett namn som illustratör och var en skicklig tecknare och skissare. Otaliga är alla de affischer, hyllningsadresser, broschyrillustrationer, kartor, brevhuvuden, släktvapen, reklamteckningar etc. som bär hans signatur. 
Det var dock inte enbart som konstnär och illustratör Gösta Robsahm blev erkänd, utan också som konservator. Han var delaktig i ett flertal restaureringar av gamla kyrkor och slott, förutom att han också reparerade skadade konstverk och antikföremål samt dekorerade och förgyllde golvur, gungstolar, skåp och liknande möbler. Dessutom har han gjort flera stildekorationer och vägg- och takmålningar i slott och herrgårdar, bland annat i Vadstena slott, Margretelunds slott i Åkersberga, Lagmansholms herrgård vid Vårgårda, Slättered utanför Falköping  och Östanå herrgård utanför Gränna. I Hjo finns väggmålningen i entrén till Hjo Energi (målad 1973) kvar. 
Hans sista utställning – "Ett konstnärsliv" - var retrospektiv och visades i Sveasalen i Hjo Kulturhus oktober 1999.
Gösta Robsahm ligger begravd på Hjo kyrkogård.